# Oroligt blod
Oroligt blod, originaltitel Blood's a Rover, är en roman från 2009 av den amerikanska författaren James Ellroy. Romanen är den tredje delen i Ellroys historiska trilogi över USA:s efterkrigshistoria som inleddes med En amerikansk myt och fortsatte med Sextusen kalla. Liksom i trilogins två första delar väver Ellroy ihop verkliga personer som Jimmy Hoffa och J. Edgar Hoover och händelser som morden på bröderna John och Robert Kennedy och Martin Luther King med sin fiktiva berättelse och presenterar en egen version av den amerikanska historien.
Oroligt blod tar över där Sextusen kalla slutade 1968, efter morden på Robert F. Kennedy och Martin Luther King och med Richard Nixon som tillträdande president, och beskriver tiden fram till 1972. I huvudrollerna finns två gestalter från trilogins tidigare delar, FBI-agenten Dwight Holly och den före detta polisen Wayne Tedrow Junior som båda är djupt involverade i den organiserade brottsligheten. I boken introduceras också en ny huvudperson, Donald "Crutch" Crutchfield. Liksom i trilogins två första delar spelar den organiserade brottsligheten en betydande roll, och den symbios som konstrueras i boken mellan maffian, FBI, federala organ och högerextremister.